# Västrainitiativet Sollefteå Kommuns Bästa
Västrainitiativet Sollefteå Kommuns Bästa (VSKB) är ett lokalt politiskt parti i Sollefteå kommun. 

## Historik
Partiet bildades inför kommunalvalet 2010 som en protest på hur kommunens ytterområden och västra delar nedprioriterades gentemot centralorten Sollefteå.
Partiet ser sig som tvärpolitiskt med fokus på kommunens medborgare. Landsbygdsfrågor och kommunal service är de största frågorna för partiet. Partiets mål är att värna kommunens bästa genom kärnverksamheterna, skola, vård och omsorg. Partiet har medlemmar från hela det politiska spektrumet och har en pragmatisk hållning till traditionella höger/vänster-frågor. Det viktiga är vad som gör störst nytta för kommunen som helhet.
En bidragande faktor till partiets framgångar beror på partiets motstånd mot vindkraftens utbredning. Partiet anser att det inte ska byggas mer vindkraft då det förstör miljön mer än den påstådda nyttan.
Partiet ställde upp till landstingsvalet 2014 till följd av att Sjukvårdspartiet Västernorrland aviserat att man inte avsåg att ställa upp. Västra Initiativet fick 1,87 procent av rösterna vilket motsvarade 2 969 röster, vilket inte räckte till några mandat.
Inför landstingsvalet 2018 samarbetade Västra Initiativet och det gamla och nu nystartade Sjukvårdspartiet Västernorrland. Precis som Västra Initiativets deltagande i landstingsvalet 2014 var detta samarbete ett resultat av Socialdemokraternas neddragningar av sjukvården i Sollefteå kommun.
I kommunalvalet 2018 bildade Västra Initiativet, Centerpartiet och Vänsterpartiet ny majoritet. En majoritet som sprack våren 2021 då Västra Initiativet valde att lämna samarbetet till följd av att Centerpartiet och Vänsterpartiet inte längre velat stå upp för det samarbetsavtal om att inga fler etableringar av vindkraft skulle tillåtas. Efter en period med minoritetsstyre i kommunen och efter löften från de tidigare samarbetspartierna att "inte bevilja ytterligare vindkraft under mandatperioden" kunde samarbetet återupptas.  

## Valresultat

### Sollefteå kommun
| År   | Röster | %     | Mandat  |
| ---- | ------ | ----- | ------- |
| 2010 | 1 097  | 8,24  | 4 av 35 |
| 2014 | 2 244  | 17,24 | 8 av 35 |
| 2018 | 2 397  | 18,60 | 9 av 35 |
| 2022 | 1 231  | 10,18 | 5 av 35 |

### Västernorrlands läns landsting
| År   | Röster | %    | Mandat  |
| ---- | ------ | ---- | ------- |
| 2014 | 2 969  | 1,87 | 0 av 77 |